# MAC (motorfiets)

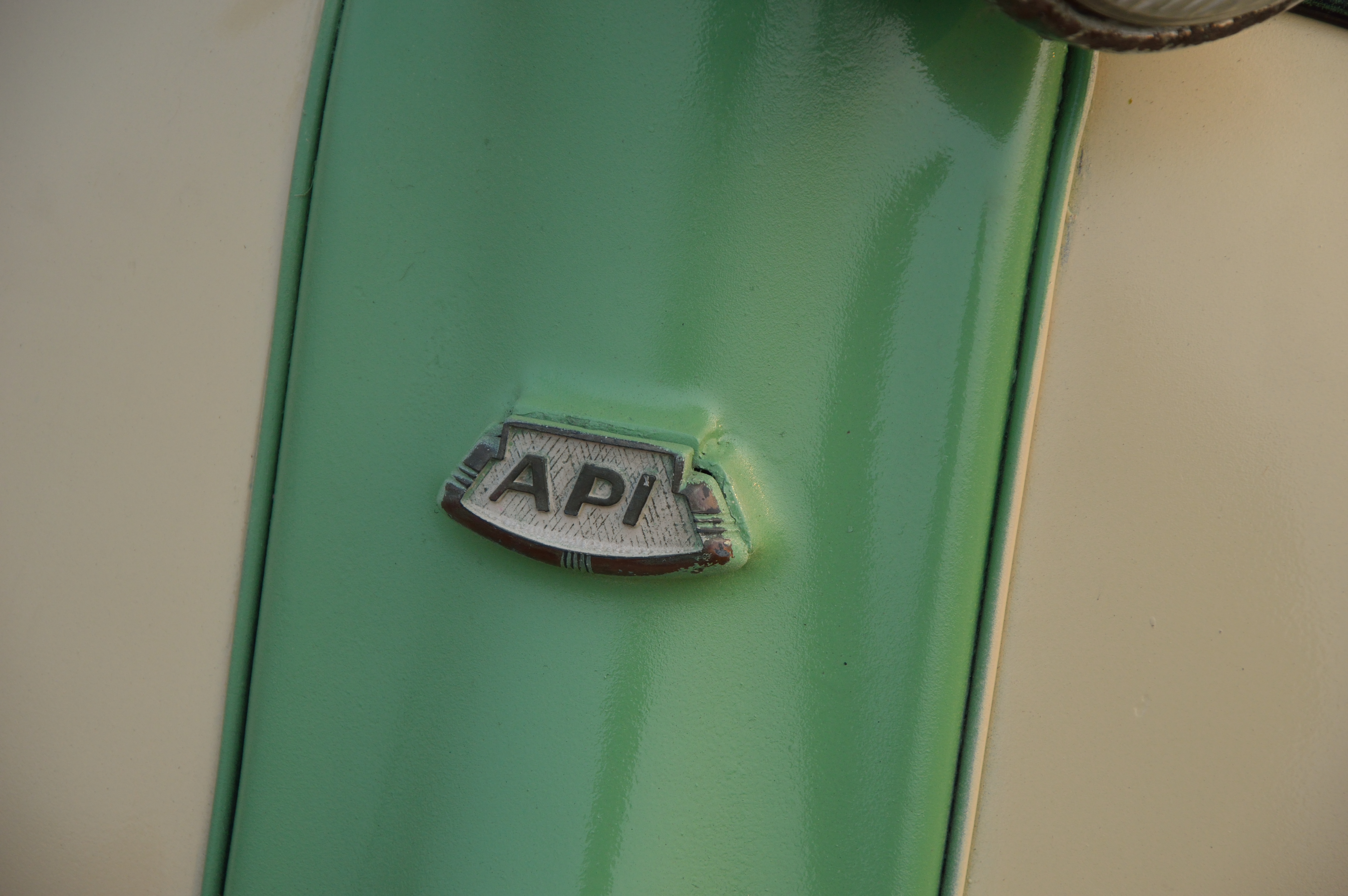
Automobile Products of India (API) logo op een motorfiets.

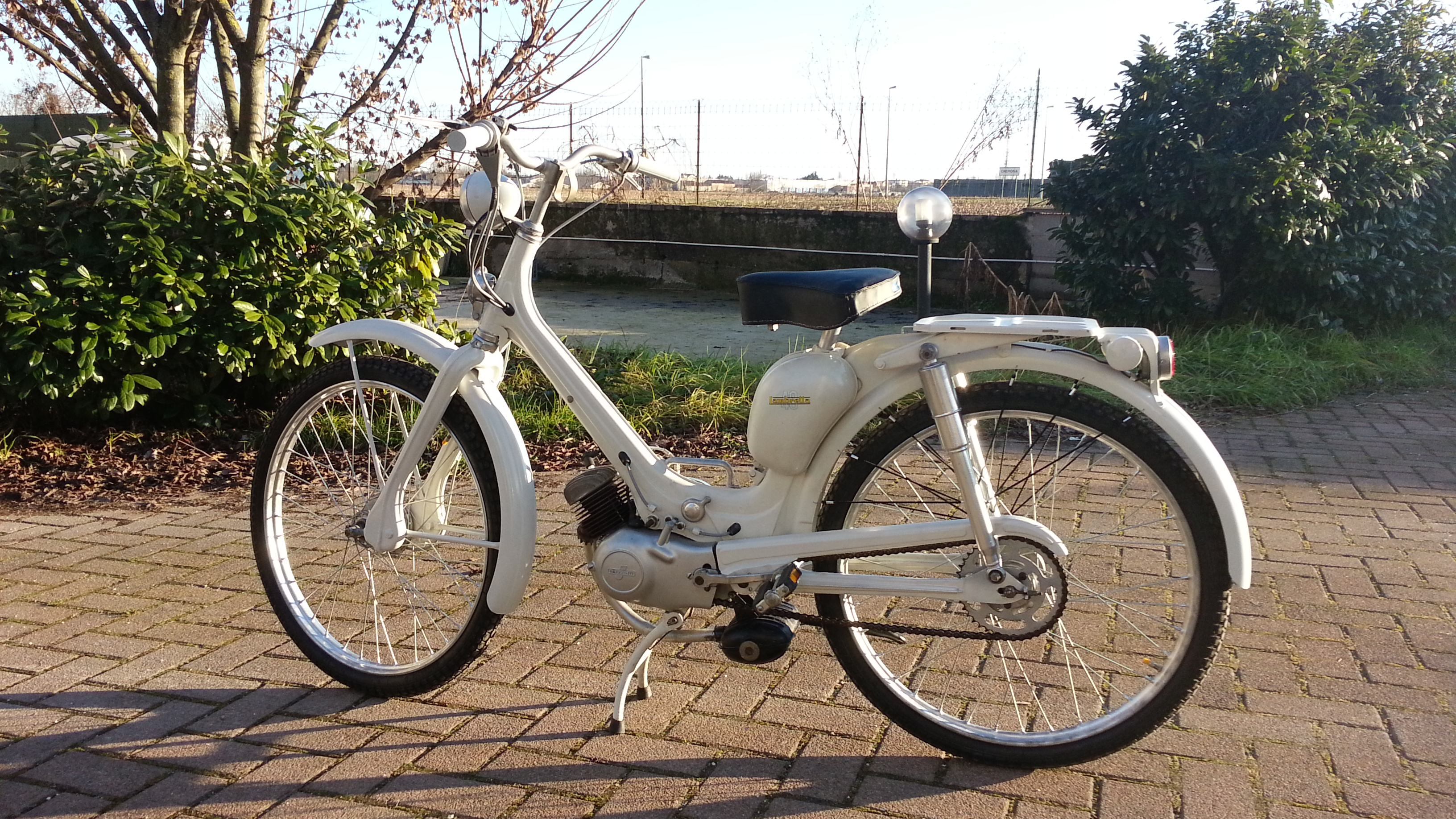
Lambretta 48 uit 1960.

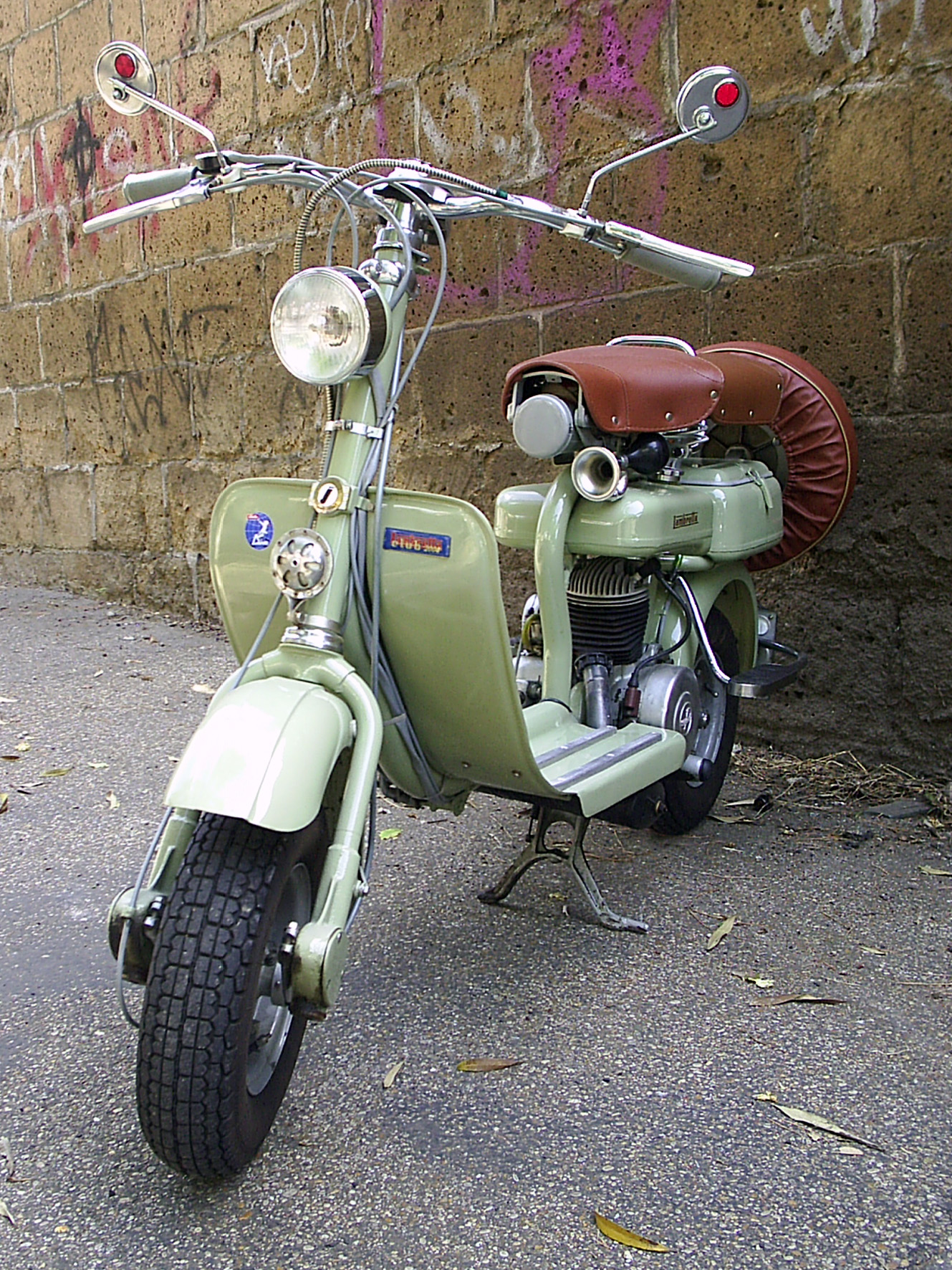
Lambretta 125 D uit 1952.

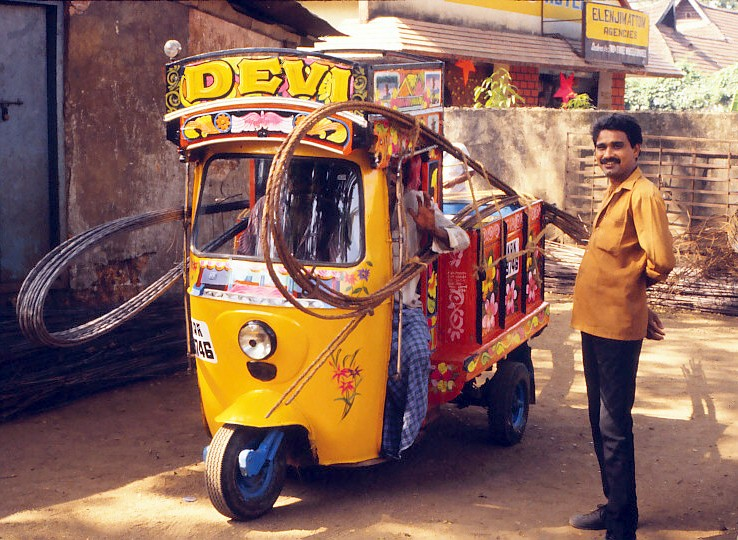
API driewieler.

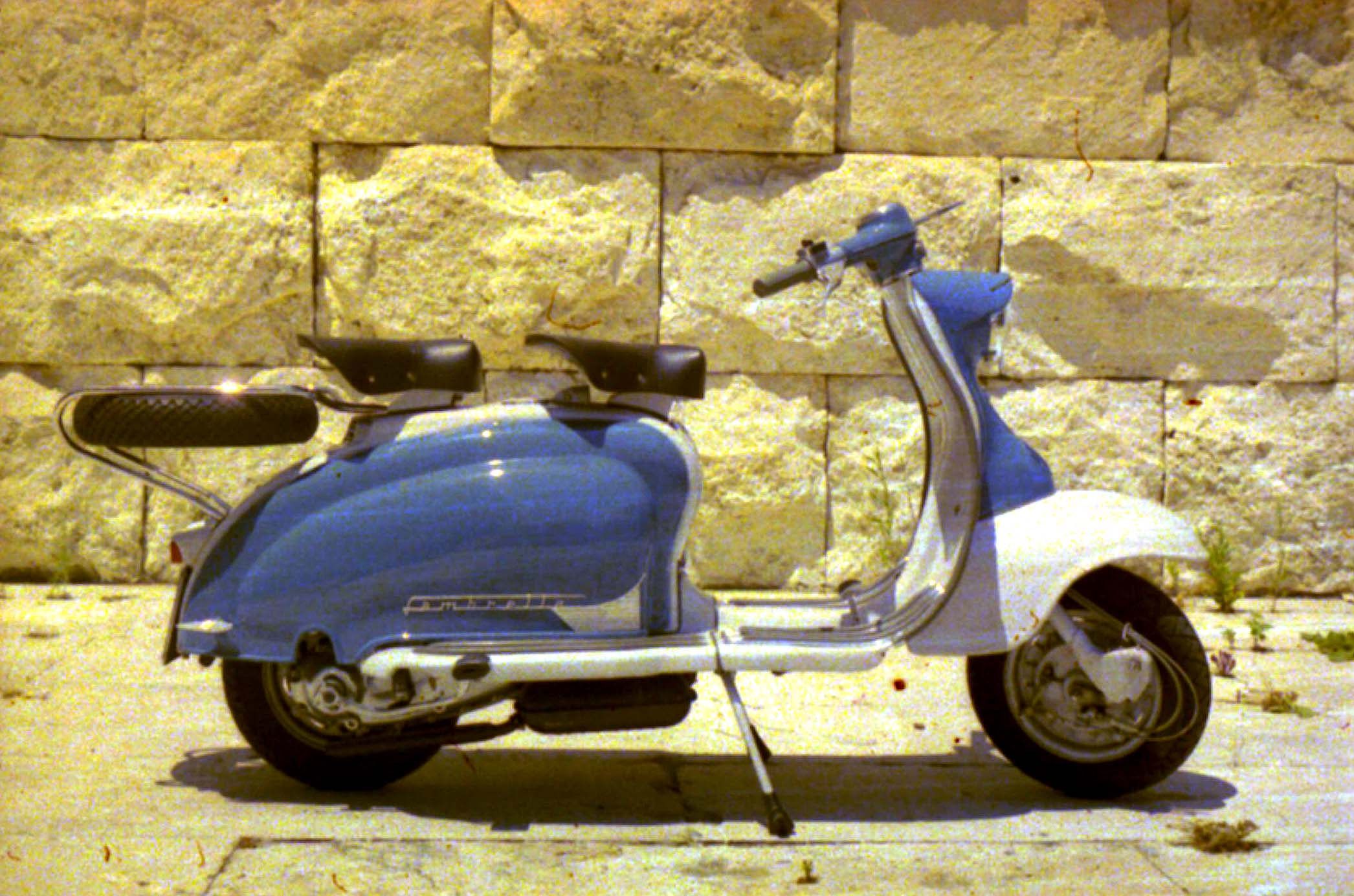
Lambretta 150 Li uit 1959.

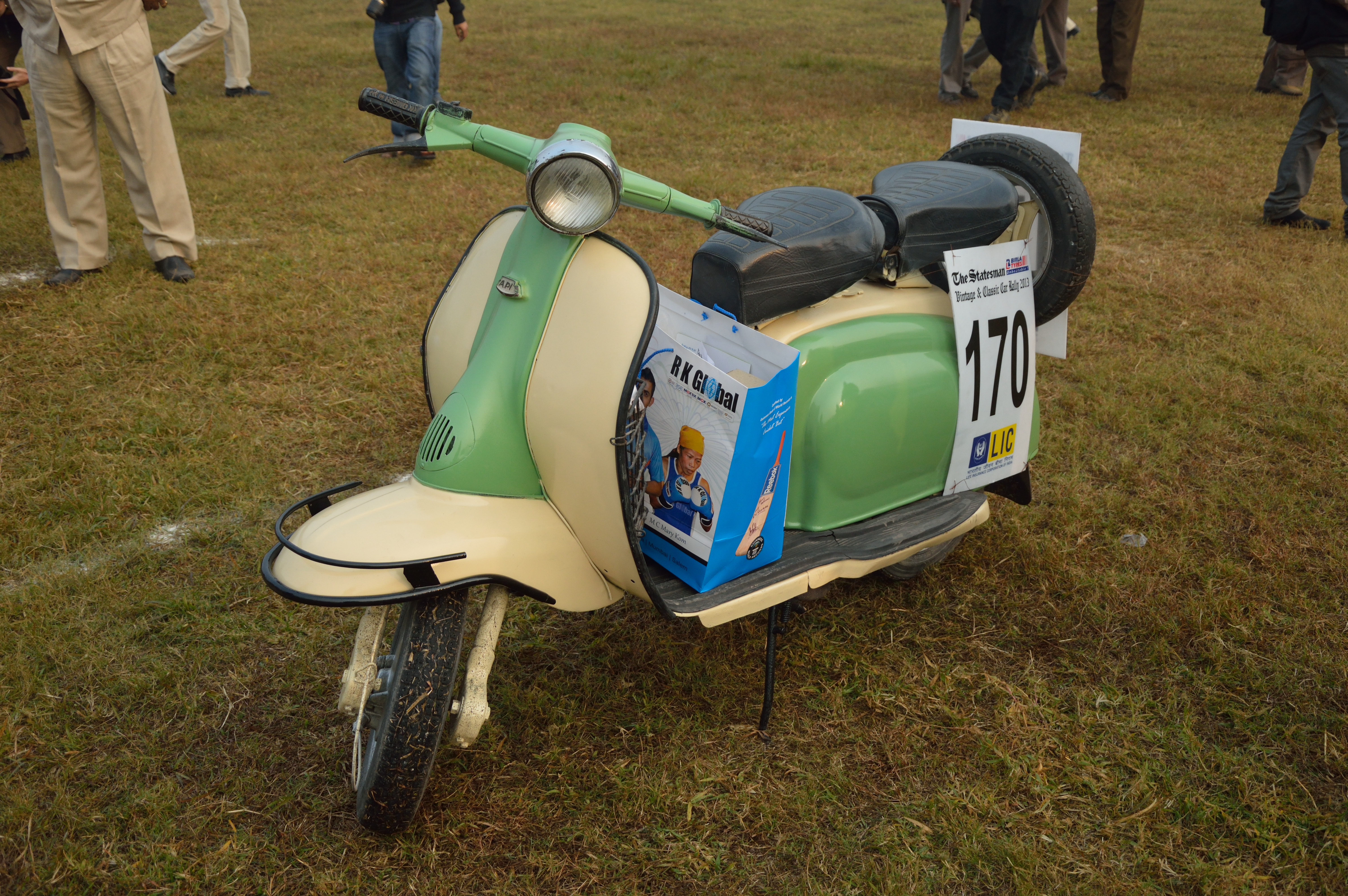
Lambretta uit 1971.

MAC is een historisch Indiaas merk van scooters en driewielige transportvoertuigen.
De oorspronkelijke naam van het bedrijf was API (Automobile Products of India Ltd.). Het was gevestigd in Bhandup, toen nog een plaats in de omgeving van Bombay. Het was in 1949 opgericht en kreeg in 1955, samen met Enfield toestemming van de Indiase regering om gemotoriseerde tweewielers te gaan produceren. Beide bedrijven gingen scooters produceren, maar Enfield staakte deze productie al snel en ging motorfietsen bouwen. De grootste concurrent van API werd halverwege de jaren zestig Bajaj, dat 80% van de scooterproductie in handen kreeg door Vespa scooters in licentie te gaan maken. 20% Van de markt was in handen van API, dat Lambretta scooters maakte.
Aanvankelijk (vanaf de oprichting in 1949) produceerde API Commer bestelwagens en Hillman auto’s in licentie. In 1955 tekende API het contract met Innocenti, de producent van de Lambretta scooters.

## Dr. Muthiah Annamalai Chidambaram
Dr. Muthiah Annamalai Chidambaram (12 oktober 1918 - 20 januari 2010) was de oprichter van API. Bij zijn voornemen scooters te gaan produceren ondervond hij veel weerstand van de regionale autoriteiten. Hij was betrokken bij de oprichting van de autofabriek Maruti Udyog, tegenwoordig bekend als Maruti Suzuki India Limited. Hij stichtte een soort Kamer van Koophandel (Southern India Chamber of Commerce and Industry) en was in 1955 burgemeester van Chennai (Madras).

## API Lambretta
API mocht de Lambretta scooters, Lambro transportvoertuigen en Lambrettino bromfietsen produceren op voorwaarde dat ze niet geëxporteerd zouden worden. Van 1955 tot 1960 was API het enige Indiase bedrijf dat bromfietsen produceerde, assembleerde of importeerde. In feite waren dit Lambretta 48 bromfietsen, maar ze werden in India onder de naam “Laxmi”, naar Lakshmi, de Hindoeïstische godin van licht, rijkdom en geluk, verkocht. Het is niet uitgesloten dat ze uitsluitend werden geïmporteerd, maar toen Innocenti de productie in Italië staakte ging de licentiebouw naar KGP (Kirloskar Chatge Patil Auto Ltd.). In 1955 werd de Lambretta D en LD Serie II (125 cc) scooters door API in productie genomen. In 1962 kwam daar de 150 Li bij. In 1972 werd de licentie verkocht aan een ander bedrijf: Scooters India Limited. Vanaf dat moment mocht API de naam “Lambretta” niet meer voeren.

### Vrachtscooters
In 1955 begon API ook met de licentiebouw van de Lambretta FD/C driewielige vrachtscooter. Aanvankelijk kreeg deze een 125 cc tweetaktmotor, vanaf 1972 was hij ook in 175 cc versie leverbaar. In 1981 verscheen er zelfs een vrachtscooter met een 325 cc dieselmotor.

## MAC scooters
API koos als nieuwe naam voor haar scooters de initialen van haar oprichter, Dr. Muthiah Annamalai Chidambaram. Men bracht in hetzelfde jaar de MAC 175 scooter op de markt. Dit was een zwaardere versie van de 150 Li, met de motor van de Innocenti Lambretta TV 175 Serie II.

## Lamby scooters
In 1977 kwam er een opvolger voor de 150 Li, de Lamby 150. Deze naam leek meer op “Lambretta”. De Lamby scooter werd in 1985 opgevolgd door de Lamby Polo 125 en 150. Tot dat moment waren de scooters van API/MAC steeds heel beperkt gewijzigd, maar de Polo modellen waren ontworpen door het Japanse ontwerpbureau Miyazu. De machines kregen een 12 volt elektrisch systeem, en waren technisch nog steeds gebaseerd op de (nieuwe) Lambretta modellen. Ook kregen de machines een met het voorwiel meedraaiend voorspatbord, een vierkante koplamp, een uitsparing in het achterspatbord om het achterwiel beter zichtbaar te maken en richtingaanwijzers. Deze machines mochten uiteraard wel geëxporteerd worden, maar naar Europa kwamen er slechts dertien. Ze waren - in tegenstelling tot de binnenlandse machines - voorzien van een buddyseat. Het aandeel in de binnenlandse markt in India was inmiddels ver onder de 20% gezakt. In 1993 werd de productie zelfs helemaal gestaakt, nadat er langdurige stakingen waren uitgebroken. Een van de redenen voor de teruglopende verkoop was waarschijnlijk het feit dat de klanten de modellen gedateerd vonden. De Lamby scooters waren nog handgeschakeld, maar er waren intussen meerdere merken samenwerkingsverbanden aangegaan met Indiase bedrijven, en daar werden automatisch schakelende modellen geproduceerd. Zo waren er motorfietsen te koop van Hero Honda, Kinetic Honda en TVS-Suzuki. Kinetic Honda verkocht scooters die in Europa als Honda Lead te koop waren. Dit waren de eerste automatische scooters in India.

## Samenwerking
Ondanks het verlies van het licentiecontract aan SIL werkte API wel samen met dit bedrijf en leverde zelfs onderdelen aan SIL. Vanaf 1984 was er ook een samenwerking met KAL (Kerala Automobiles Ltd.) voor de productie van driewielige vrachtscooters.

## Technische gegevens
|                | 125 D             | 125 LD            | 150 Li        | MAC 175       | Lamby 150     | Lamby Polo 125 | Lamby Polo 150 |
| -------------- | ----------------- | ----------------- | ------------- | ------------- | ------------- | -------------- | -------------- |
| Periode        | 1955-1957         | 1955-1957         | 1962-1977     | 1972-1977     | 1977-1986     | 1986-1990      | 1986-1990      |
| boring         | 52 mm             | 52 mm             | 57 mm         | 62 mm         | 57 mm         | 52 mm          | 57 mm          |
| slag           | 58 mm             | 58 mm             | 58 mm         | 58 mm         | 58 mm         | 58 mm          | 58 mm          |
| Cilinderinhoud | 123 cc            | 123 cc            | 148 cc        | 173 cc        | 148 cc        | 123 cc         | 148 cc         |
| Versnellingen  | 3                 | 4                 | 4             | 4             | 4             | 4              | 4              |
| Topsnelheid    | 70 km/h           | 70 km/h           | 80 km/h       | 90 km/h       | 80 km/h       | 75 km/h        | 85 km/h        |
| Aandrijving    | cardanaandrijving | cardanaandrijving | duplexketting | duplexketting | duplexketting | duplexketting  | duplexketting  |